# Scipione Tadolini

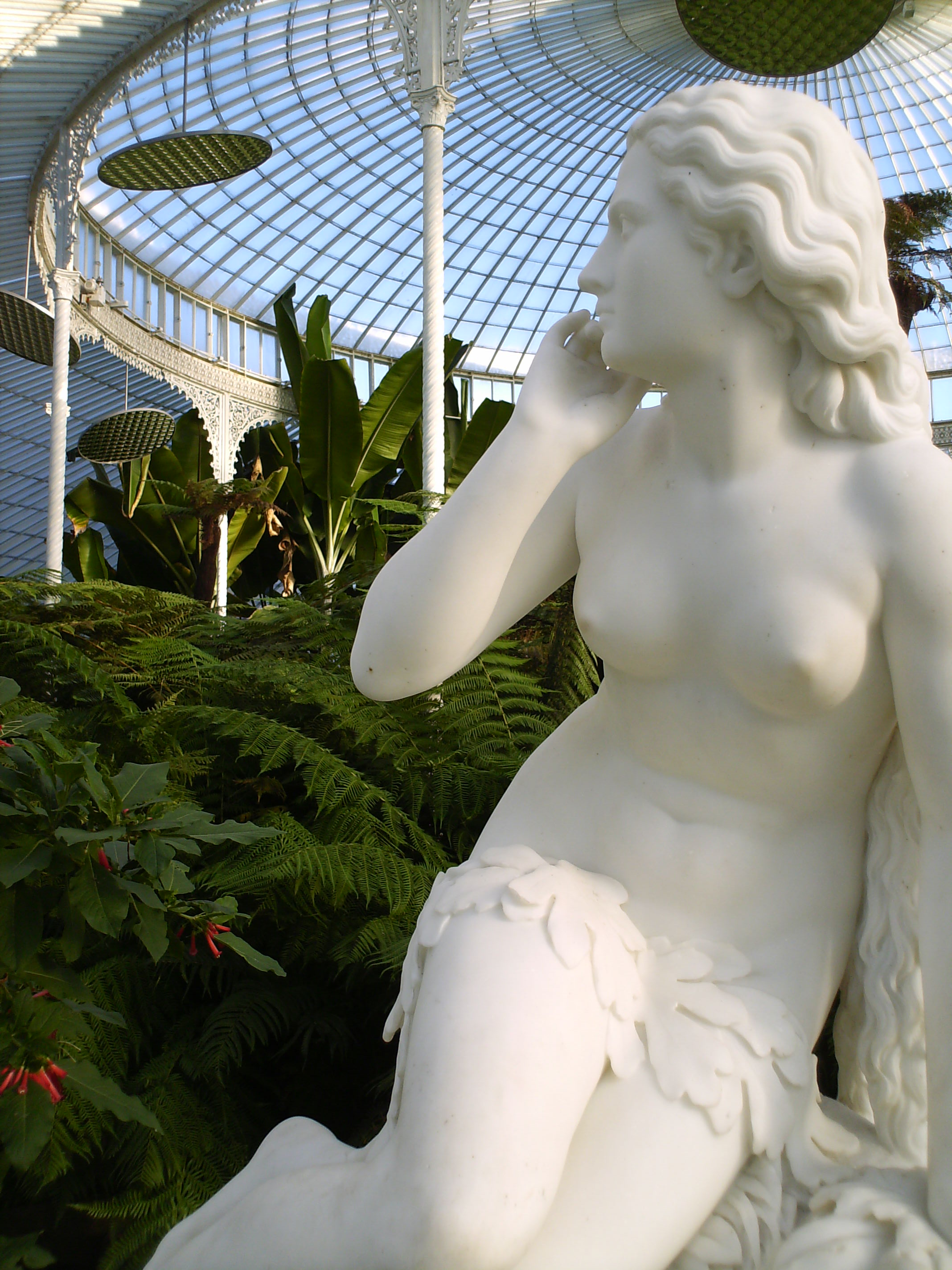
Eva, Kibble Palace, Glasgow

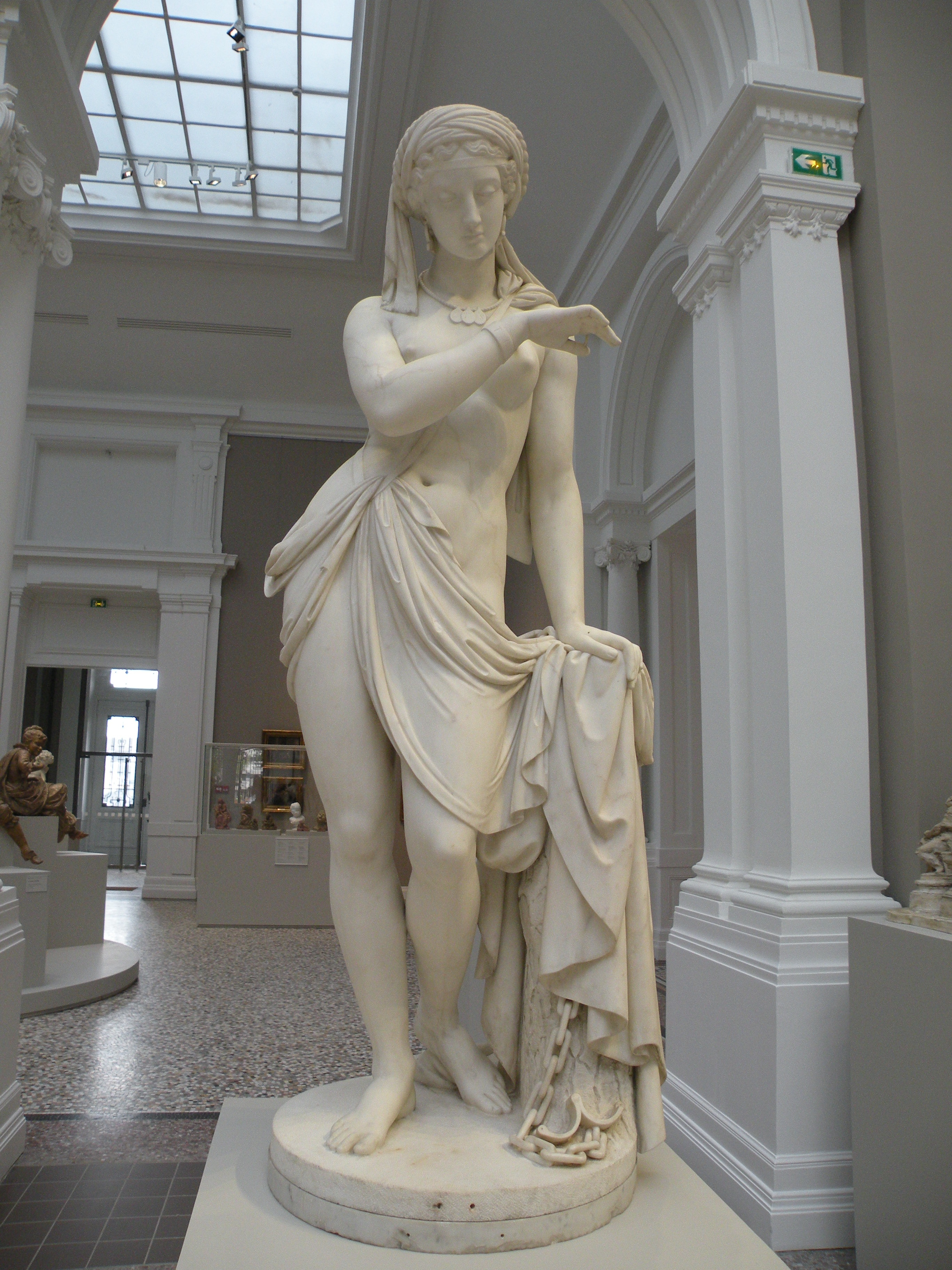
Sklavin, Musée des Beaux-Arts de Valenciennes

Scipione Tadolini (* 1822 in Rom; † 1892 ebenda) war ein italienischer Bildhauer, der in der zweiten Hälfte des 19. Jahrhunderts tätig war. 

## Familie und Leben
Er war der Sohn des Bildhauers Adamo Tadolini (1788–1868), einem der wichtigsten Assistenten von Antonio Canova. Er war der Bruder des Bildhauers Tito Tadolini (1828–1910), der wiederum Vater des Bildhauers Giulio Tadolini (1849–1918) war. Seine Werke stehen in einer romantischen Form der klassizistischen Tradition.
Tadolini wurde im Atelier seines Vaters ausgebildet. Sein erstes Hauptwerk war Ninfa Pescatrice (Nymphe beim Fischen) im Jahr 1846. Im Laufe seiner Karriere schuf er eine Statue der Sankt Lucia für die Kirche Santa Lucia del Gonfalone in Rom, eine Büste von Viktor Emanuel II. von Italien, ein Reiterporträt von Simon Bolivar für Lima, Peru, und den Heiligen Michael, der den Satan besiegt, der vom Kaufmann Gardner Brewer in Auftrag gegeben wurde und sich heute im Boston College befindet. Das Atelier seiner Familie in der Via del Babuino 150a-b in Rom wurde restauriert und in das Museo Atelier Canova Tadolini umgewandelt, das die Werke von Canova und der Familie Tadolini aufbewahrt.

## Werke (Auswahl)
- Ninfa Pescatrice (Nymphe beim Fischen), 1846
- Sitzende Frau beim Fischen, 1858
- San Michele sconfigge Satana (Der Heilige Michael bezwingt Satan), Boston College, USA, 1865–9
- La schiava greca (Der griechische Sklave), 1871
- Eva, Kibble Palace, c. 1875
- Ceres e Bacchus (Ceres und Bacchus), 1881
- Figura di Odalesca (Figur einer Odaliske), 1882
- Re Vittorio Emanuele II (König Viktor Emmanuel II.), Senat, Rom.